# Richard Caswell
Richard Caswell, ameriški geodet, pravnik in politik, * 3. avgust 1729, † 10. november 1789.
Caswell je bil prvi guverner Severne Karoline od 1776 do 1780 in od 1784 do 1787.
Kot častnik milice je med ameriško vojno za neodvisnost sodeloval v bitkah pri Moore's Creek in Camdenu.